# Ringende Seelen
Ringende Seelen ist ein deutsches Stummfilm-Gesellschaftsmelodram aus dem Jahre 1918 von Eugen Illés mit Gilda Langer in einer der Hauptrollen.

## Handlung
Die Tänzerin Gerda Vanini ist eine moralisch fragwürdige Frau. Erst ruiniert sie ihren Freund von Sandenstein, der sie innig liebt, finanziell, dann unterbreitet sie ihm den obskuren Vorschlag, er möge doch die ebenso brave wie betuchte Bankierstochter Doris Amberg heiraten, um aus den von ihr verschuldeten Geldsorgen wieder herauszukommen. Unmittelbar vor der Eheschließung entscheidet sich Gerda erneut um und entdeckt ihr Verlangen nach ihrem Ex neu. Sie willigt Sandensteins Eheschließung nur unter der Bedingung ein, dass er schriftlich zusage, sich in zwei Jahren von Doris wieder scheiden zu lassen. Sandenstein, offensichtlich der Tänzerin hörig, geht auf diesen Deal ein. In den kommenden zwei Jahren lernt der verarmte Adelige seine Gattin Doris jedoch als einen überaus liebenswerten, bescheidenen und sanftmütigen Menschen kennen.
Zwei Jahre sind vergangen, und Gerda fordert ihr Recht. Sandenstein will sich aber nicht scheiden lassen und versucht sich nunmehr, von dieser amoralischen Verpflichtung freizukaufen. Er übersendet Gerda kurzerhand 5000 Mark und glaubt, dass damit die leidige Sache aus der Welt sei. Dann brechen Herr und Frau Sandenstein zu einer Urlaubsreise ins Gebirge auf, auch, um Gerda Vanini zu entgehen. Doch die erfährt von Sandensteins Diener deren Aufenthaltsort und reist kurzerhand nach. Um einen Keil zwischen die Eheleute zu treiben, spielt Gerda Sandensteins Brief mit dem 5000-Mark-Angebot Doris in die Hände. Doch die beiden Eheleute sprechen sich aus und unternehmen einen Ausflug ins Gebirge, heimlich verfolgt von Gerda. Dort kommt es zur direkten Konfrontation, als Gerda Doris das schriftliche Versprechen Sandensteins vorlegt, sich nach zwei Jahren von ihr scheiden zu lassen. Standesgemäß fällt Madame in Ohnmacht und praktischerweise gleich in einen Abgrund. Ihre Leiche wird jedoch nicht gefunden. Von diesem Verlust schwerst gebeutelt, erkrankt von Sandenstein daraufhin schwer. 
Gerda sieht nun die Chance gekommen, ihren Ex-Geliebten vollständig zurückzubekommen doch dieser weist, das Andenken seiner Frau bewahrend, ihre Annäherungsversuche brüsk zurück. Daraufhin will sich Gerda an dem Widerwilligen rächen und behauptet, dass Sandenstein sich seiner ungeliebten Alten kurzerhand entledigen wollte. Es kommt zur Mordanklage, und Gerda kann mit dem Zwei-Jahre-Ehe-Dokument und Sandensteins 5000-Mark-Brief zwei ihn schwer belastende Dokumente vorlegen. Doch ihr Plan geht nicht auf: gerade im rechten Moment erscheint die von den Toten auferstandene Gerda in Begleitung mit zwei Bauersleuten und einem Baby im Arm. Das Bauernpaar hatte Doris, die infolge des Sturzes vorübergehend Gedächtnis und Sprachvermögen verloren hatte, entdeckt und gesund gepflegt, und in dieser Zeit hatte die Totgeglaubte auch noch ihr und Sandensteins Kind zur Welt gebracht. Eine Zeitungsmeldung über den Prozess gegen ihren Mann brachte ihr das Gedächtnis zurück. Doris’ Aussage entlastet ihren Gatten Sandenstein, woraufhin die Anklage fallengelassen wird. Gerda macht ihrem jämmerlichen Intrigantenleben im Gerichtssaal mit einem Revolverschuss ein melodramatisches Ende.

## Produktionsnotizen
Ringende Seelen entstand im UFA-Union-Atelier in Berlin-Tempelhof. Der Vierakter mit einer Läge von 1432 Meter  passierte im Juli 1918 die Filmzensur und wurde am 18. Oktober 1918 im Berliner U.T. Kurfürstendamm offiziell uraufgeführt.
Die Filmbauten entwarf Ernst Lubitschs langjähriger Filmarchitekt Kurt Richter.

## Kritiken
„Der Film zeichnet sich durch prachtvolle Dekorationen, wunderschöne Naturaufnahmen und großartiges Spiel besonders aus. Gilda Langer gibt die Tänzerin verführerisch … und läßt uns wünschen, sie noch in vielen anderen Aufgaben wiederzusehen... Der Film wird noch durch eine reizende Tanzeinlage gehoben. Auch das Spiel der anderen Mitwirkenden ist ausgezeichnet.“

„Wer vermöchte sich dem Zauber der Persönlichkeit der reizenden Darstellerin der Gerda Vanini in dem Filmroman Ringende Seelen von Dr. Lothar Schmidt, Regie: Eugen Jllés verschließen? Gilda Langer, die die große Lebedame in ihrer Liebe und in ihren Launen so verschwenderisch zu gestalten versteht, kämpft den bitteren Kampf der Liebe um den Mann, den ihr das Schicksal versagt, und zieht am Ende ihrer Hoffnungen die Konsequenzen ihres verfehlten Daseins, das ohne den Mann ihrer Wahl seinen Reiz für sie verloren hat.“

„Zweifellos der beste Film, der in dieser Woche in den Unionstheatern zur Vorführung gelangt, ist das vieraktige Schauspiel "Ringende Seelen", in dem Gilda Langer die Hauptrolle spielt. Schon allein das Manuskript ist spannend, einzelne Ideen sind sogar, was sehr viel heißen will, neu. Es kommen da Wendungen vor (z. B. Lösung der angeblichen Mordfrage), die den Unterhaltungsfilm direkt sehenswert erscheinen lassen. Der Inhalt ist zu verzwickt, als daß man ihn hier mit einzelnen Strichen wiedergeben kann. Gespielt wird zur Zufriedenheit.“

„Etwas Kino, aber technisch ganz vorzüglich gemacht. Gilda Langer spielt die Tänzerin und trifft Typ und Charakter recht gut. Von der übrigen Besetzung wäre Frau Licho zu nennen. Die Inszenierung und Photographie besorgte Eugen Illés und schuf vortreffliche Bilder. Besonders erwähnenswert sind die hervorragenden Innenräume, für welche Kurt Richter zeichnet.“